# 印度裔圭亚那人
印度裔圭亚那人（英語：Indo-Guyanese或Indian-Guyanese）是具有印度血统的圭亚那公民，他们的祖先来自印度及更广泛的南亚次大陆。他们是从1838年起作为契约劳工和移民从印度迁徙到圭亚那的后代，这一迁徙在英属印度时期持续进行。
圭亚那的大多数契约劳工来自北印度，特别是现在的北方邦、比哈尔邦和贾坎德邦的博杰普尔和阿瓦德地区（即印地语区）。其中也有少数来自南印度。此外，移民中还有来自南亚其他地区的劳工。19世纪，许多印度人作为契约劳工来到圭亚那，原因包括政治动荡、1857年起义的影响以及饥荒。一些社会地位较高的人也作为商人、地主和农民移民，他们因相似的原因被迫离开印度。
在美国、加拿大和英国等国家也有大量的圭亚那印度裔侨民。
2012年，圭亚那有297493名印度裔圭亚那人。